# Francis Boott
Pour les articles homonymes, voir Francis Boott (compositeur) et Boott.
Francis Boott, né le 26 septembre 1792 et décédé le 25 décembre 1863  est un médecin et botaniste américain, établi en Grande-Bretagne dès 1820.